# Farhan Zaman
Farhan Zaman (* 9. März 1993 in Peschawar) ist ein pakistanischer Squashspieler.

## Karriere
Farhan Zaman begann seine Karriere im Jahr 2007 und gewann bislang fünf Turniere auf der PSA World Tour. Seine höchste Platzierung in der Weltrangliste erreichte er mit Rang 47 im Januar 2017. In der Saison 2014 qualifizierte er sich erstmals für die Weltmeisterschaft, wo er in der ersten Runde ausschied. Mit der pakistanischen Nationalmannschaft nahm er 2013 und 2017 an der Weltmeisterschaft teil. Mit dieser wurde er in den Jahren 2012, 2014 und 2016 Asienmeister. Bei den 2023 ausgetragenen Asienspielen 2022 in Hangzhou gewann er mit der Mannschaft die Silbermedaille. Im Mixed schied er mit Sadia Gul in der Gruppenphase aus.

## Erfolge
- Asienmeister mit der Mannschaft: 3 Titel (2012, 2014, 2016)
- Gewonnene PSA-Titel: 5
- Asienspiele: 1 × Silber (Mannschaft 2022)